# Juankar
Juan Carlos Pérez López, conosciuto semplicemente come Juan Carlos o Juankar (Boadilla del Camino, 30 marzo 1990), è un calciatore spagnolo, difensore o centrocampista dell'Arīs Salonicco.

## Caratteristiche tecniche
È un centrocampista che gioca sulla fascia sinistra, sia in posizione avanzata che arretrato nel ruolo di terzino. È abile nei movimenti senza palla ed è dotato di buona tecnica. Per la sua velocità è stato soprannominato El Galgo de Boadilla ("Il levriero di Boadilla").

## Carriera

### Gli inizi al Real Madrid
Cresce nella Escuela de Fútbol Madrid Oeste Boadilla dal 1996 al 1º luglio 2007, quando viene ingaggiato dal Real Madrid per giocare nelle giovanili.
Nella stagione 2008-2009, dopo aver militato nella Juvenil A e nel Real Madrid C, entra a far parte del Real Madrid Castilla, in Segunda División B. L'allenatore Julen Lopetegui lo fa scendere in campo una volta.
Nella stagione successiva, sotto la guida di Alejandro Menéndez, segna 11 reti in 29 partite, diventando il capocannoniere della squadra.
Nella stagione 2010-2011 viene convocato in prima squadra dal portoghese José Mourinho, che il 28 settembre
lo porta in panchina, senza farlo entrare in campo, per la partita della fase a gironi di Champions League vinta 1-0 in Francia contro l'Auxerre.
Colleziona la sua unica presenza stagionale il 3 ottobre 2010, entrando in campo al posto di Di María negli ultimi minuti della partita di campionato vinta per 6-1 contro il Deportivo.

### Il passaggio al Real Saragozza
Nell'estate del 2011 viene ceduto al Real Saragozza, insieme al compagno di squadra David Mateos.
Il Real Saragozza paga 2,5 milioni di euro, cifra finanziata dallo Sporting Braga, vista la sua difficile situazione economica, e Juan Carlos firma un contratto valido per cinque anni. Il Real Madrid potrà esercitare un'opzione di riacquisto del giocatore.
Esordisce l'11 settembre, entrando in campo al posto di Ángel Lafita nel secondo tempo della partita giocata a Madrid contro il Rayo Vallecano e terminata a reti inviolate. Il 22 settembre, in occasione della trasferta di Siviglia persa 4-3 contro il Real Betis, colleziona la sua seconda presenza stagionale entrando in campo al 46' al posto di Pablo Barrera e segna una doppietta.

## Statistiche

### Presenze e reti nei club
Statistiche aggiornate al 17 novembre 2022.
| Stagione                    | Squadra                     | Campionato                  | Campionato | Campionato | Coppe nazionali | Coppe nazionali | Coppe nazionali | Coppe continentali | Coppe continentali | Coppe continentali | Altre coppe | Altre coppe | Altre coppe | Totale | Totale |
| Stagione                    | Squadra                     | Comp                        | Pres       | Reti       | Comp            | Pres            | Reti            | Comp               | Pres               | Reti               | Comp        | Pres        | Reti        | Pres   | Reti   |
| --------------------------- | --------------------------- | --------------------------- | ---------- | ---------- | --------------- | --------------- | --------------- | ------------------ | ------------------ | ------------------ | ----------- | ----------- | ----------- | ------ | ------ |
| 2008-2009                   | Real M. Castilla            | SB                          | 1          | 0          | -               | -               | -               | -                  | -                  | -                  | -           | -           | -           | 1      | 0      |
| 2009-2010                   | Real M. Castilla            | SB                          | 29         | 11         | -               | -               | -               | -                  | -                  | -                  | -           | -           | -           | 29     | 11     |
| 2010-2011                   | Real M. Castilla            | SB                          | 34         | 3          | -               | -               | -               | -                  | -                  | -                  | -           | -           | -           | 34     | 3      |
| Totale Real Madrid Castilla | Totale Real Madrid Castilla | Totale Real Madrid Castilla | 64         | 14         |                 | -               | -               |                    | -                  | -                  |             | -           | -           | 64     | 14     |
| 2010-2011                   | Real Madrid                 | PD                          | 1          | 0          | CR              | 0               | 0               | UCL                | 0                  | 0                  | -           | -           | -           | 1      | 0      |
| 2011-2012                   | Real Saragozza              | PD                          | 24         | 3          | CR              | 2               | 0               | -                  | -                  | -                  | -           | -           | -           | 26     | 3      |
| 2012-2013                   | Betis                       | PD                          | 25         | 0          | CR              | 1               | 0               | -                  | -                  | -                  | -           | -           | -           | 26     | 0      |
| 2013-2014                   | Betis                       | PD                          | 20         | 0          | CR              | 2               | 0               | UEL                | 4                  | 0                  | -           | -           | -           | 26     | 0      |
| Totale Betis                | Totale Betis                | Totale Betis                | 45         | 0          |                 | 3               | 0               |                    | 4                  | 0                  |             | -           | -           | 52     | 0      |
| 2014-2015                   | Granada                     | PD                          | 21         | 0          | CR              | 3               | 0               | -                  | -                  | -                  | -           | -           | -           | 24     | 0      |
| 2015-2016                   | Malaga                      | PD                          | 19         | 1          | CR              | 1               | 0               | -                  | -                  | -                  | -           | -           | -           | 20     | 1      |
| 2016-2017                   | Malaga                      | PD                          | 28         | 2          | CR              | 1               | 0               | -                  | -                  | -                  | -           | -           | -           | 29     | 2      |
| 2017-2018                   | Malaga                      | PD                          | 10         | 0          | CR              | 0               | 0               | -                  | -                  | -                  | -           | -           | -           | 10     | 0      |
| 2018-2019                   | Malaga                      | SD                          | 6+1        | 1+0        | CR              | 1               | 0               | -                  | -                  | -                  | -           | -           | -           | 10     | 0      |
| 2019-2020                   | Malaga                      | SD                          | 36         | 0          | CR              | 1               | 0               | -                  | -                  | -                  | -           | -           | -           | 37     | 0      |
| Totale Malaga               | Totale Malaga               | Totale Malaga               | 99+1       | 4          |                 | 4               | 0               |                    | -                  | -                  |             | -           | -           | 104    | 4      |
| 2020-2021                   | Panathīnaïkos               | SL                          | 16+8       | 0          | CG              | 1               | 0               | -                  | -                  | -                  | -           | -           | -           | 25     | 0      |
| 2021-2022                   | Panathīnaïkos               | SL                          | 24+7       | 0+2        | CG              | 6               | 0               | -                  | -                  | -                  | -           | -           | -           | 37     | 2      |
| 2022-2023                   | Panathīnaïkos               | SL                          | 11         | 1          | CG              | 0               | 0               | UECL               | 1                  | 0                  | -           | -           | -           | 12     | 1      |
| Totale Panathīnaïkos        | Totale Panathīnaïkos        | Totale Panathīnaïkos        | 51+15      | 1+2        |                 | 7               | 0               |                    | 2                  | 0                  |             | -           | -           | 75     | 3      |
| Totale carriera             | Totale carriera             | Totale carriera             | 321        | 24         |                 | 19              | 0               |                    | 5                  | 0                  |             | -           | -           | 345    | 24     |

## Palmarès

### Competizioni nazionali
- Coppa di Grecia: 2

Panathinaikos: 2021-2022, 2023-2024